# Luca Lunetta
Luca Lunetta (Roma, 27 maggio 2006) è un pilota motociclistico italiano.

## Carriera

### Gli inizi
Luca Lunetta inizia la sua carriera a 5 anni sulle minimoto. Corre con il numero 58 in onore al suo idolo d'infanzia Marco Simoncelli. Ottiene numerosi successi nel campionato italiano ed europeo della MiniGP 50 e nel campionato italiano Pre Moto3 250, il che gli valgono l'ammissione al progetto Talenti Azzurri FMI nel 2018.

### CIV e Rookies Cup
In seguito alla conquista del titolo nel CIV PreMoto3 nel 2019, viene selezionato per partecipare alla MotoGP Rookies Cup nel 2020. Nella sua prima stagione ottiene come miglior risultato un 12º posto in gara 1 nel primo appuntamento a Valencia e chiude la stagione 23° con 6 punti. La stagione seguente si migliora ottenendo come miglior risultato un 6º posto in gara 2 al Sachsenring e terminando 13° in classifica generale con 57 punti. Contestualmente alla Rookies Cup, disputa quattro gare nella classe Moto3 del campionato italiano.
Nella sua terza stagione nella categoria Lunetta ottiene i suoi primi podi e anche la prima vittoria in gara 1 a Valencia, il che gli valgono il 5º posto in classifica generale con 150 punti. Lo stesso anno effettua il suo debutto nel motomondiale ad Assen in sostituzione dell'infortunato Matteo Bertelle. Arriva 19° al traguardo, senza quindi mettere a segno punti.
Per il 2023 passa a correre nel FIM JuniorGP, classe Moto3, dove ottiene 4 podi che lo aiutano a fine anno a classificarsi 2º in classifica generale con 138 punti. Effettua anche la sua seconda apparizione nel motomondiale, dove corre come wild card al gran premio d'Italia, classificandosi nuovamente 19°. Prende parte anche alla prima prova del CIV Moto3 nel quale ottiene due secondi posti.

### Moto3
Nel 2024 diventa pilota titolare nel motomondiale con il team SIC58 Squadra Corse al fianco di Filippo Farioli. Ottiene il suo primo podio mondiale ad Aragón, dove si classifica al terzo posto. Torna a podio in occasione del Gran Premio di Thailandia e conclude il campionato, migliore degli italiani, in dodicesima posizione. In questa stagione inoltre, entra a far parte del gruppo sportivo dell'Arma dei Carabinieri.

## Risultati nel motomondiale
| 2022 | Classe | Moto |  |  |  |  |  |  |  |  |  |  |    |  |  |  |  |  |  |  |  |  |  |  | Punti | Pos. |
| ---- | ------ | ---- |  |  |  |  |  |  |  |  |  |  | -- |  |  |  |  |  |  |  |  |  |  |  | ----- | ---- |
| 2022 | Moto3  | KTM  |  |  |  |  |  |  |  |  |  |  | 19 |  |  |  |  |  |  |  |  |  |  |  | 0     |      |

| 2023 | Classe | Moto |  |  |  |  |  |    |  |  |  |  |  |  |  |  |  |  |  |  |  |  |  |  | Punti | Pos. |
| ---- | ------ | ---- |  |  |  |  |  | -- |  |  |  |  |  |  |  |  |  |  |  |  |  |  |  |  | ----- | ---- |
| 2023 | Moto3  | KTM  |  |  |  |  |  | 19 |  |  |  |  |  |  |  |  |  |  |  |  |  |  |  |  | 0     |      |

| 2024 | Classe | Moto  |    |    |    |    |    |   |   |   |     |     |    |   |   |   |   |     |   |   |    |    |  |  | Punti | Pos. |
| ---- | ------ | ----- | -- | -- | -- | -- | -- | - | - | - | --- | --- | -- | - | - | - | - | --- | - | - | -- | -- |  |  | ----- | ---- |
| 2024 | Moto3  | Honda | 15 | 22 | 19 | 20 | 11 | 7 | 7 | 6 | Rit | Inf | 17 | 3 | 9 | 6 | 5 | Rit | 8 | 2 | 10 | 18 |  |  | 112   | 12º  |

| 2025 | Classe | Moto  |    |   |     |   |    |   |   |   |     |     |     |     |     |     |  |  |  |  |  |  |  |  | Punti | Pos. |
| ---- | ------ | ----- | -- | - | --- | - | -- | - | - | - | --- | --- | --- | --- | --- | --- |  |  |  |  |  |  |  |  | ----- | ---- |
| 2025 | Moto3  | Honda | 10 | 7 | Rit | 7 | 11 | 9 | 3 | 5 | Rit | Rit | Inf | Inf | Inf | Inf |  |  |  |  |  |  |  |  | 63    |      |

| Legenda | 1º posto        | 2º posto            | 3º posto            | A punti      | Senza punti        | Grassetto – Pole position Corsivo – Giro più veloce |
| Legenda | Gara non valida | Non qual./Non part. | Ritirato/Non class. | Squalificato | '-' Dato non disp. | Grassetto – Pole position Corsivo – Giro più veloce |